# The Beat Fleet
The Beat Fleet, poznatiji po pokrati TBF, je glazbeni sastav nastao 1990. godine u Splitu. Skupina je započela kao standarni hip hop/trip hop sastav, da bi daljnjim radom razvila vlastiti glazbeni izričaj.

## Članovi
Sastav čine: Mladen Badovinac (vokal, rođ. 1977.), Luka Barbić (vokal, elektronika, rođ. 1977.), Aleksandar Antić – Saša (tekst, vokal, rođ. 1973.), Ognjen Pavlović (bas-gitara, rođ. 1980.), Nikša Mandalinić, (električna gitara, rođ. 1975.), Nikola Vidović (bubnjevi, rođ. 1986.).

## Povijest sastava
Bez prijašnjeg iskustva u stvaranju glazbe, posebno hip hop glazbe, započeli su proces učenja vještina MC-inga (skraćeno od Master of Ceremony-termin u hip-hop kulturi koji označava “rap vokal”) od pionira hip-hopa, Run D.M.C., LL Cool J, Public Enemy, BDP, N.W.A., Eric B & Rakim, Ultramagnetic MC’s...

### 1992.
Godine 1992. godine snimili su tri pjesme u kućnoj produkciji i plasirali ih na lokalne radio postaje. To su bili klasični hip-hop glazbeni zahvati sampliranja, odnosno korištenja uzoraka gotovih pjesama i 'lijepljenja' na repetativni beat, preko čega su onda repali i pjevali. Slijedili su nastupi uživo, od samog početka sa sastavom uživo, i to u Splitu i bližoj okolici, čime su se približili publici i pokazali što mogu i što žele. Zapazio ih je već renomirani splitski glazbenik i producent Dragan Lukić Luky (producirao i svirao na albumima  Daleke obale, Dina Dvornika, Urbana, Olivera Dragojevića, a odnedavno i samostalni autor i izvođač), te ponudio produciranje albuma. No, realiziranje albuma prvijenca dočekali su tek 1997. godine. U međuvremenu su studirali, radili radio emisije urnebesnog karaktera, nastupali u Splitu, uže a katkad i šire, snimili još dvije pjesme u demoverziji, te polako stjecali neki renome na hrvatskoj glazbenoj pozornici.

### 1997.
Godine 1997. godine izlazi debut album “Ping-pong (umjetnost zdravog đira)”, u izdanju Croatia Records. Tekstovi su uglavnom govorili o tadašnjem stanju u društvu. Teme su problem narkomanije, kritika političke korumpiranosti, te općenito iskvarenih društvenih vrijednosti (dominacija degeneriranih materijalnih interesa uz netoleranciju prema svemu što je različito, zatiranje urbane mediteranske kulture), te svakodnevnevica.
Glazbene su podloge načinjene isključivo korištenjem samplova (određeni djelovi pjesme), koji su birani i spajani u cjelinu zajedničkim radom u studiju. Naklonost publike osvojili su energičnim i originalnim nastupima, kombinirajući rap sa živim instrumentima. U izmijenjenim koncertnim aranžmanima pjesme su dobile novo ruho; od funka, soula, regaea, grungea, rock'n'rolla, do klapskog pjevanja. Uz svirke, još su studirali, te kao članovi amaterske glumačke skupine 'Odron', kreirali i postavili predstavu 'Baš beton i stupovi društva', u produkciji splitskog HNK-a, a u režiji Ivice Buljana. Svirali su po Hrvatskoj, pa čak i u inozemstvu (Bugarska, Italija, Slovenija,  BiH,   Srbija. Spotovi su snimljeni za pjesme 'Ye'n dva' i 'Malo san maka' u režiji Žare Batinovića.

### 2000.
U kolovozu 2000. godine izlazi drugi album, “Uskladimo toplomjere”, u izdanju izdavačke kuće Menart. Glazbu su opet kreirali na isti način, a tekstovi su realno i kritički komentirali hrvatsku stvarnost, i to velikim djelom kroz šaljive priče. Kritičari su gotovo jednoglasno hvalili album, prozivajući ga hrvatskim albumom godine (što je potvrđeno na dodjeli novinarske nagrade Crni Mačak – najbolji album, omot, video spot za pjesmu Genije, produkcija, najbolji hip-hop album).
Video spotove su radili za pjesme Obračun kod Hakikija (Žare Batinović), Crna kava i Pljačka (Svebor Kranjc). Usput, još su malo studirali, radili na radiju, te kao članovi 'Odrona', sa Sveborom Kranjcom, snimali televizijske skečeve i seriju 'Didino zlato', parodiju na sapunice, prepunu bizarnog humora s primjesama trash horrora i znanstvene fantastike. Nakon pregovora s HRT-om (hrvatskim nacionalnim TV programom) nisu uspjeli naći zajednički jezik.  
Dolazi do izmjena u sastavu live pratećeg sastava, na bubnju Sveslava Vrandečića mijenja Nikola Luša, a pridružuje se Dragan Lukić na klavijaturama i bubnju (postava je bila s 2 bubnjara na velikom broju pjesama)

### 2003.
Tijekom 2003. godine dolazi zbog privatnih razloga do kompletnih promjena sastava, i nakon određenog perioda traženja, u kojem su kroz sastav prošli različiti glazbenici, oblikuje se kostur koji dalje sudjeluje na kreiranju zvuka TBF-a na nadolazećim albumima, na električnoj gitari Nikša Mandalinić, te na bas-gitari Ognjen Pavlović. Na bubnju se, nakon Edija Grubišića, početkom 2004. skupini pridružuje Jan Ivelić. 

### 2004.
U srpnju 2004. izlazi "Maxon universal", treći album grupe T.B.F., opet u izdanju Menarta, i opet u produkciji Dragana Lukića Lukyja. Za razliku od prethodna dva albuma, glazba je ovaj put snimljena instrumentalno, a samplovi i scratchevi korišteni su kao dodatci i ukrasi. Albumu su prethodila dva predsingla, 'Šareni artikal' i 'Alles gut'. Inače, za tekst pjesme 'Alles gut', Aleksandar Antić dobiva nagradu na Splitskom festivalu 2003. Na ovom albumu prevladava šaljivi kritički osvrt na kod nas sveprisutniju dominaciju materijalističkih vrijednosti potrošačkog mentaliteta po kojima se čovjek često vrednuje po tome koliko ima i šta ima, a ne kakav je. Antić je pokušao oslikati situaciju društvenog apsurda i rasula koji nastaje u procesu transformacije patrijarhalno-plemenskog uma u bezosjećajni subjekt divljeg kapitalizma, za kojeg su opće dobro i zakon, kao izraz opće volje, nepoznanice. Album se pokazao najuspješnijim do sad, s njega je “skinuto” 7 spotova (Šareni artikal, Alles gut, UV zrake, Nostalgična, Tobogan, Papilova, Esej), te je dobio brojne nagrade u 2004. godini (5 Porina, 5 Zlatnih Koogli) I to u prestižnim kategorijama. Koncertna aktivnost je nastavljena uobičajenim tempom, a okrunjena je najvećim dosadašnjim samostalnim nastupom TBF-a u maloj dvorani Doma sportova u Zagrebu u veljači 2006, u organizaciji radija 101. 

### 2007.
U listopadu 2007. u izdanju Menarta izlazi četvrti studijski album pod nazivom ‘Galerija Tutnplok’. 12 novih pjesama rezultat su zajedničkog rada tijekom zadnje 3 godine, I nastajale su u predasima između svirki iz spontanog 'groovanja' u garaži. Glazbeno se radi o kombinaciji žive svirke i samplova, i na neki način je ostvarenje zajedničkog potencijala sastava. Album je najavljen u rujnu singlom Đita, za kojeg je spot izmontiran od privatnih video klipova snimljenih mobitelom za vrijeme 'đite' u rujnu 2006. Tekstualno se I ovaj put radi o sličnim temama kao I na prethodnicima, ali ovaj put s čak dvije pjesme ljubavne tematike (Fantastična i Lud za njom), koje kroz fantaziju o bezuvjetnoj ljubavi, ustvari govore o nedostatku ljubavi u suvremenom svijetu. Također, u pjesmama je osjetna doza razočarenja i promišljanja o apokalipsi, kao simboličnom krahu suvremenog zapadnog materijalističkog mentalnog sklopa, kao i rezigniranog komentiranja tužne domaće i globalne aktualnosti. 
Likovno oblikovanje je dio koncepta albuma koji je zamišljen kao galerija umjetnina u kojoj su izloženi radovi 13 mladih splitskih umjetnika. 
Album je odlično prihvaćen od publike, struke i kritike, i višestruko je nagrađen, i u prestižnim kategorijama. Snimljeni su spotovi za pjesme Smak svita, Lud za njom (u režiji Gonza), te Data (u režiji Gitak TV-a).

### 2008.
U rujnu 2008. zbog profesionalnih nesuglasica, skupinu napušta bubnjar Jan Ivelić, a na njegovo mjesto dolazi Janko Novoselić (svira također u skupinama Tobogan, LessThanAMinute i Satellite). Na poticaj organizatora glazbene nagrade Zlatna Koogla TBF uvježbava i izvodi svoj prvi unplugged koncert u klubu KSET u Zagrebu u okviru glazbene manifestacije Zlatna Koogla. Koncert je odlično prihvaćen od publike i TBF nastavlja s unplugged svirkama uz standardne električne nastupe.

### 2009.
U veljači 2009., u organizaciji Radija 101, i u sklopu obilježavanja njihovog 25-og rođendana, TBF održava do sad najveći koncert u karijeri, pred 8000 posjetitelja u velikoj dvorani Doma sportova u Zagrebu.
Nakon isticanja ugovora s izdavačkom kućom Menart, TBF potpisuje ugovor s izdavačkom kućom Dallas Records na 2 studijska albuma.
U studenom u zagrebačkom kazalištu ZKM počinju probe za kazališnu predstavu Garaža u režiji Ivice Buljana po predlošku Zdenka Mesarića po istoimenom romanu u koprodukciji zagrebačkog ZKM i kazališta La Mamma iz New Yorka. TBF radi na glazbi za predstavu koju sastav izvodi u živo na sceni, a Antić i Badovinac su angažirani i glumački. Predstava obiluje snažnim izvedbama koje graniče s fizičkim teatrom.

### 2010.
U siječnju TBF s glumačkim ansamblom ZKM-a putuje u New York gdje premijerno izvode Garažu u kultnom kazalištu La Mamma na Manhattan-u. Predstava se igra na engleskom jeziku, biva odlično primljena od strane publike i kritike. Po povratku u Hrvatsku nastavlja se izvoditi na hrvatskom jeziku u redovnom repertoaru ZKM, uz gostovanja.  
U travnju TBF počinje snimanje novog studijskog albuma u studiju RSL Production u Novom Mestu (Slovenija).
U lipnju izlazi prvi live album TBF-a pod nazivom 'Perpetuum fritule', u dvostrukom i jednostrukom izdanju. Radi se o snimci unplugged koncerta u zagrebačkom klubu Močvara 7.11.2009. Jednostruko izdanje je svojevrsni Best Of. Album je predstavio single Fantastična za koji je urađen i video spot montiran od snimaka s koncerta u Močvari.
U listopadu je završeno snimanje novog studijskog albuma Pistaccio Metallic s 11 pjesama. Album je izašao u srpnju 2011. u izdanju Dallas recordsa, singl "Mater" se na radiju puštao već krajem svibnja.

### 2015.
U lipnju 2015., TBF je završio snjimanje novog studijskog albuma Danas sutra, a album su najavila 3 singla. To su "Banane" i "Neću ti ništa" koji su izašli godinu prije izlaska albuma i "S mog prozora", singl koji je izašao dva tjedna prije izlaska albuma. Album Danas sutra je objavljen u lipnju 2015. godine.

### 2019.
U prosincu 2019. godine TBF nastupa na Platou Gradec u sklopu Adventa u Zagrebu gdje pred mnoštvom okupljene publike izvode svoje najveće hitove, te predstavljaju dvije nove stvari.

## Članovi
| - Aleksandar Antić – Saša (tekst, vokali, skrečevi, sampleovi, harmonika) - Mladen Badovinac (vokali, klavijature) - Luka Barbić (vokali, klavijature, klarinet, usna harmonika, skrečevi, sampleovi) | - Ognjen Pavlović (bass, klavijature) - Nikša Mandalinić (gitare, klavijature) - Janko Novoselić (bubnjevi, perkusije) |

- Nikša Mandalinić
- Janko Novoselić
- Ognjen Pavlović

- Luka Barbić
- Mladen Badovinac
- Aleksandar Antić – Saša

## Nagrade i priznanja
Grupa je osvojila 19 Porina.
- 2005. Pjesma godine (skladba "Nostalgična")
- 2005. Najbolji rock album (album "Maxon Universal")
- 2005. Najbolja izvedba grupe s vokalom (skladba "Nostalgična")
- 2005. Najbolja produkcija (album "Maxon Universal")
- 2005. Najbolje likovno oblikovanje (album "Maxon Universal")
- 2008. Album godine (album "Galerija Tutnplok")
- 2008. Najbolja izvedba grupe s vokalom (skladba "Smak svita")
- 2008. Najbolji aranžman (skladba "Smak svita")
- 2008. Najbolja produkcija (album "Galerija Tutnplok")
- 2008. Najbolji video broj (skladba "Smak svita")
- 2010. Najbolja vokalna suradnja (skladba "Shlapa")
- 2010. Najbolji video broj (skladba "Data")
- 2011. Najbolji koncertni album (album "Perpetuum fritule")
- 2011. Najbolja izvedba grupe s vokalom (skladba "Fantastična")
- 2011. Najbolje likovno oblikovanje (album "Perpetuum fritule")
- 2012. Album godine (album "Pistaccio Metallic")
- 2012. Najbolji album klupske glazbe (album "Pistaccio Metallic")
- 2012. Najbolji kompilacijski album (album "Nostalgično fantastično")
- 2013. Najbolji video broj (skladba "Grad spava")

Ostale nagrade uključuju:
Crni mačak:
- 2000. Najbolji album (album «Uskladimo toplomjere»)
- 2000. Najbolji hip-hop album (album «Uskladimo toplomjere»)
- 2000. Najbolji dizajn omota, Luka Barbić (album «Uskladimo toplomjere»)
- 2000. Najbolji video spot, Žare Batinović (skladba «Genije»)
- 2000. Najbolja produkcija, Luky (album «Uskladimo toplomjere»)

Zlatna Koogla:
- 2003. Pjesma godine (skladba «Alles gut»)
- 2004. Najbolji album (album «Maxon Universal»)
- 2004. Najbolja produkcija, Luky (album «Maxon Universal»)
- 2004. Najbolji dizajn omota, Luka Barbić (album «Maxon Universal»)
- 2004. Najbolji vox populi – nagrada publike (album «Maxon Universal»)
- 2004. Najbolja grupa
- 2008. Pjesma godine (skladba «Smak svita»)
- 2008. Najbolji video spot, Gonzo (skladba «Smak svita»)
- 2008. Najbolja produkcija, Luky (album «Galerija Tutnplok»)
- 2008. Najbolji vox populi – nagrada publike (album «Galerija Tutnplok»)

Indexi:
- 2008. Najbolji hip-hop album (album «Galerija Tutnplok»)

## Diskografija

### Studijski albumi
- 1997. – Ping-pong (umjetnost zdravog đira)
- 2000. – Uskladimo toplomjere
- 2004. – Maxon Universal
- 2007. – Galerija Tutnplok
- 2011. – Pistaccio Metallic
- 2015. – Danas Sutra

### Singlovi
- 2005. – Đita

### Kompilacije
- 2011. – Nostalgično Fantastično

### Koncertni albumi
- 2010. – Perpetuum Fritule

## Vanjske poveznice
|  | Zajednički poslužitelj ima još gradiva o temi The Beat Fleet |

- Discogs.com – TBF – Diskografija
- Facebook – TBF – Facebook Fan Page
- Croatia Records – TBF – Croatia Records
- Menart – TBF – Menart
- Aquarius Records  Arhivirana inačica izvorne stranice od 9. ožujka 2021. (Wayback Machine) – TBF – Aquarius Records